# Johann Christian Kamsetzer
Johann Christian Kamsetzer ou  Johann Christian Kammsetzer (en polonais Jan Chrystian Kamsetzer) est un architecte et décorateur d'intérieur, né en 1753 à Dresde en Allemagne et mort le 25 novembre 1795 à Varsovie en Pologne, où il est actif à partir de 1773. C'est l'un des principaux représentants du classicisme en Pologne.

## Biographie
Johann Christian Kamsetzer fréquente l'Académie des beaux-arts de Dresde en 1771 ; à partir de 1773, il entre au service du roi de Pologne Stanisław August Poniatowski, pour lequel il reconstruit à Varsovie le palais royal et redessine, en collaboration avec Johann Christian Schuch et Domenico Merlini, le palais Łazienki et son parc, où il réalise notamment sur un îlot du lac l'Amphithéâtre, un édifice composé d'un auditorium en gradins semi-circulaire séparé par un canal de la scène entourée de fausses ruines,. 
Il travaille pour d'autres nobles polonais, notamment pour la famille Raczyński pour leur château de Rogalin dans la voïvodie de Grande-Pologne, pour Ludwik Tyszkiewicz et son palais de Varsovie ou pour Izabela Lubomirska qui le fait travailler avec Szymon Bogumił Zug au château de Łańcut (où il réalise le salon néoclassique dit Salon de Boucher) ainsi que dans ses résidences de Natolin, Wilanów et dans le palais de Krakowskie Przedmieście à Varsovie.
Stanislas II assure les frais de voyages d'étude de Kamsetzer, à Constantinople et en Grèce en 1776-1777, puis en Italie, à Paris et en Angleterre en 1780-1782 ; l'architecte en rapporte de nombreux dessins
Kammsetzer meurt sans ressources à Varsovie ; il épouse sur son lit de mort sa compagne de longue date, Marianna Manzet (Manget ou Manchette), avec qui il avait eu un fils. Il est enterré au cimetière évangélique d'Augsbourg de Varsovie.
.

## Principales œuvres

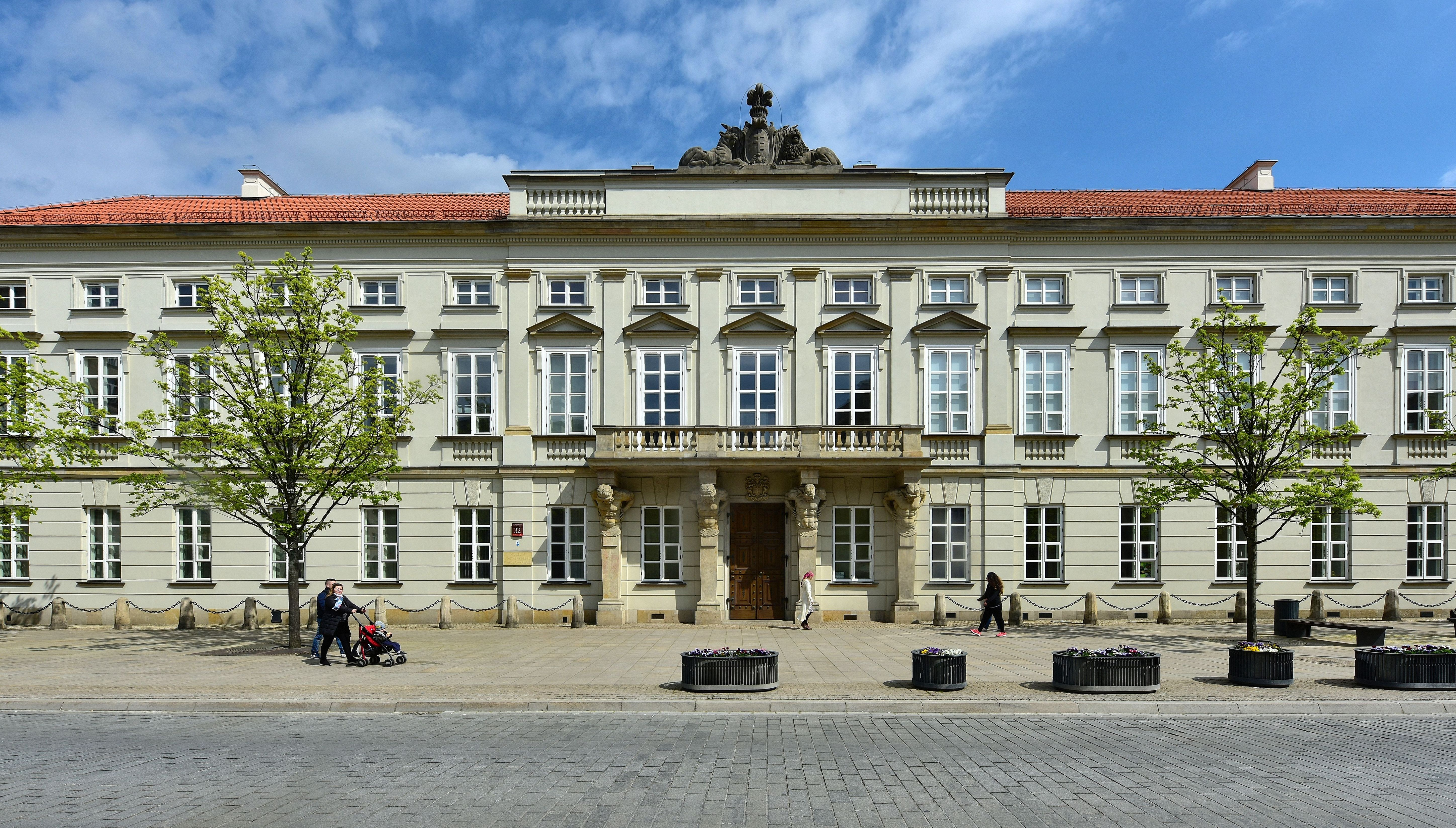
Palais Tyszkiewicz à Varsovie

- 1779-1785 : reconstruction du château royal de Varsovie
- 1786-1792 : palais Tyszkiewicz à Varsovie.
- 1787-1789 : palais Raczyński à Varsovie[6].
- 1789 : palais Mielżyński à Krzemieniewo-Pawłowice.
- milieu des années 1780 : 
  - reprise de l'intérieur du palais Branicki à Varsovie.
  - intérieur du palais des primats de Varsovie.
- 1790-1791 : palais et parc Łazienki à Varsovie
- 1791 : église de Petrykozy.
- 1793-1795 : palais Łazienki à Varsovie
- reconstruction de l'église de Radzymin.

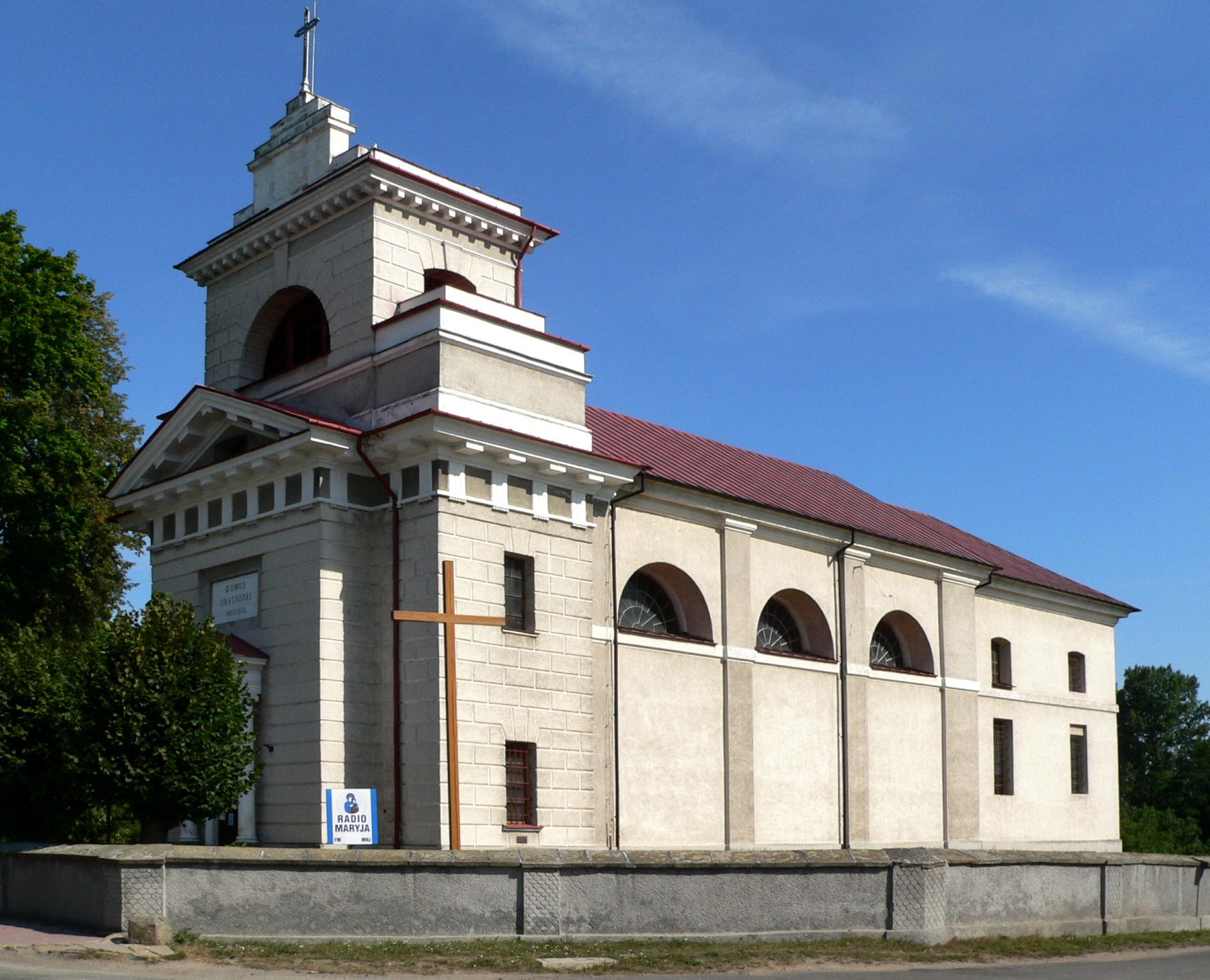
Église de Petrykosy.
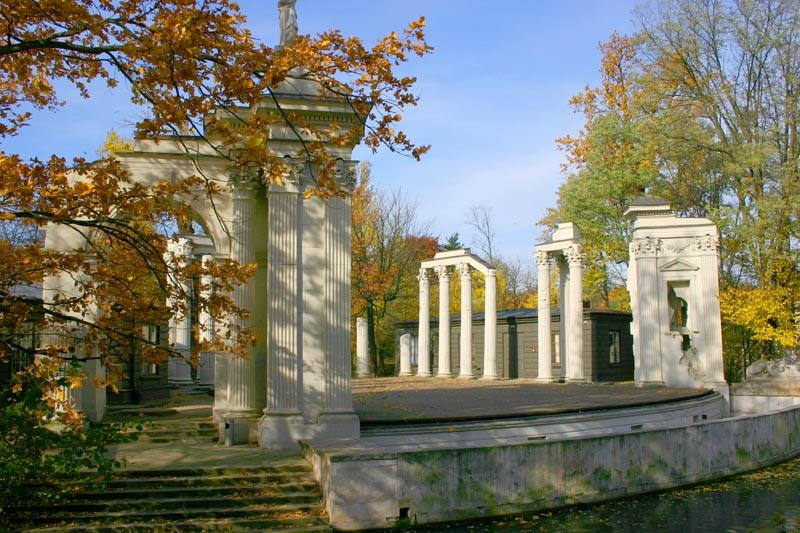
Amphithéâtre du parc Łazienki à Varsovie
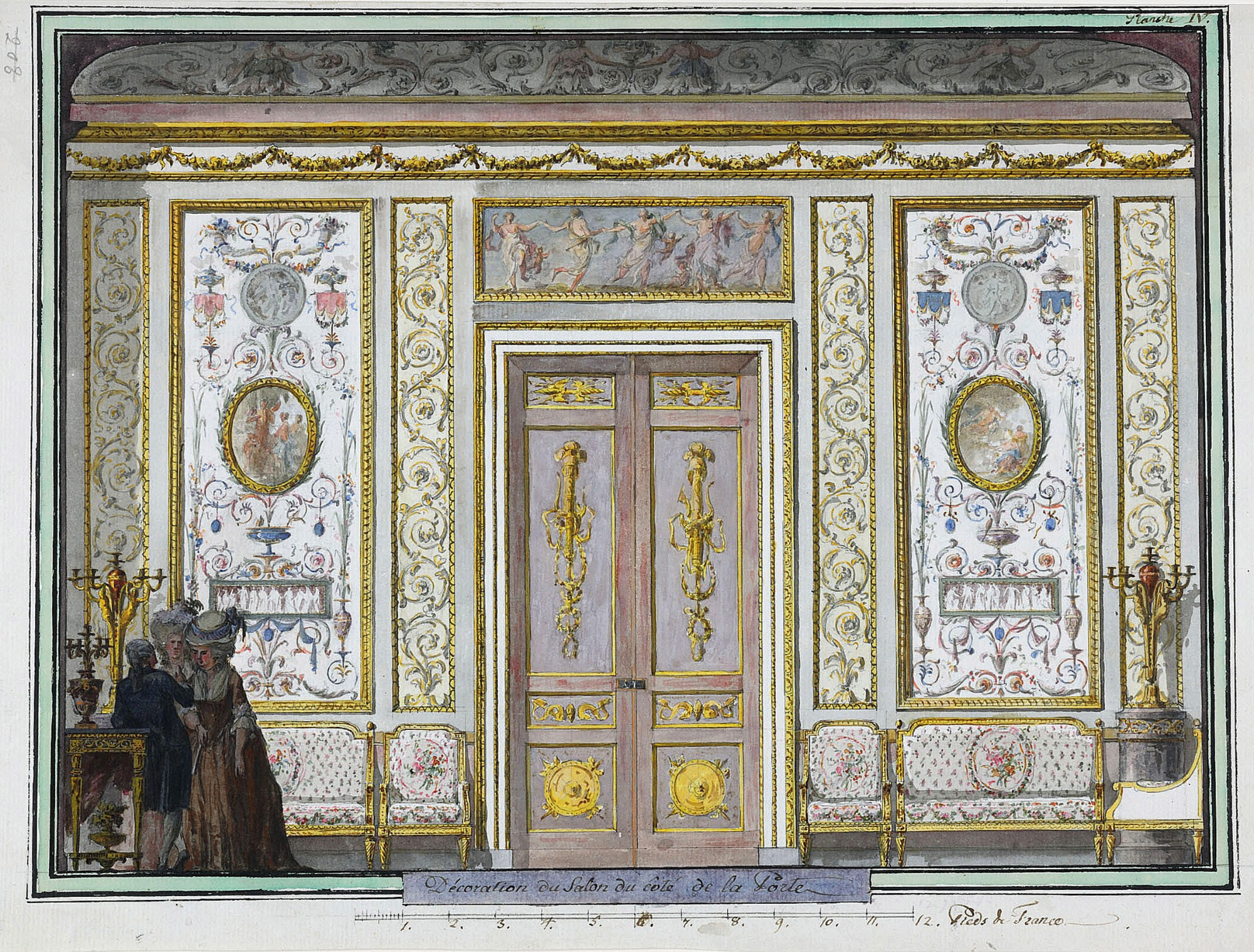
Dessin par Kamsetzer du décor du grand salon de l'hôtel Grimod de La Reynière à Paris.
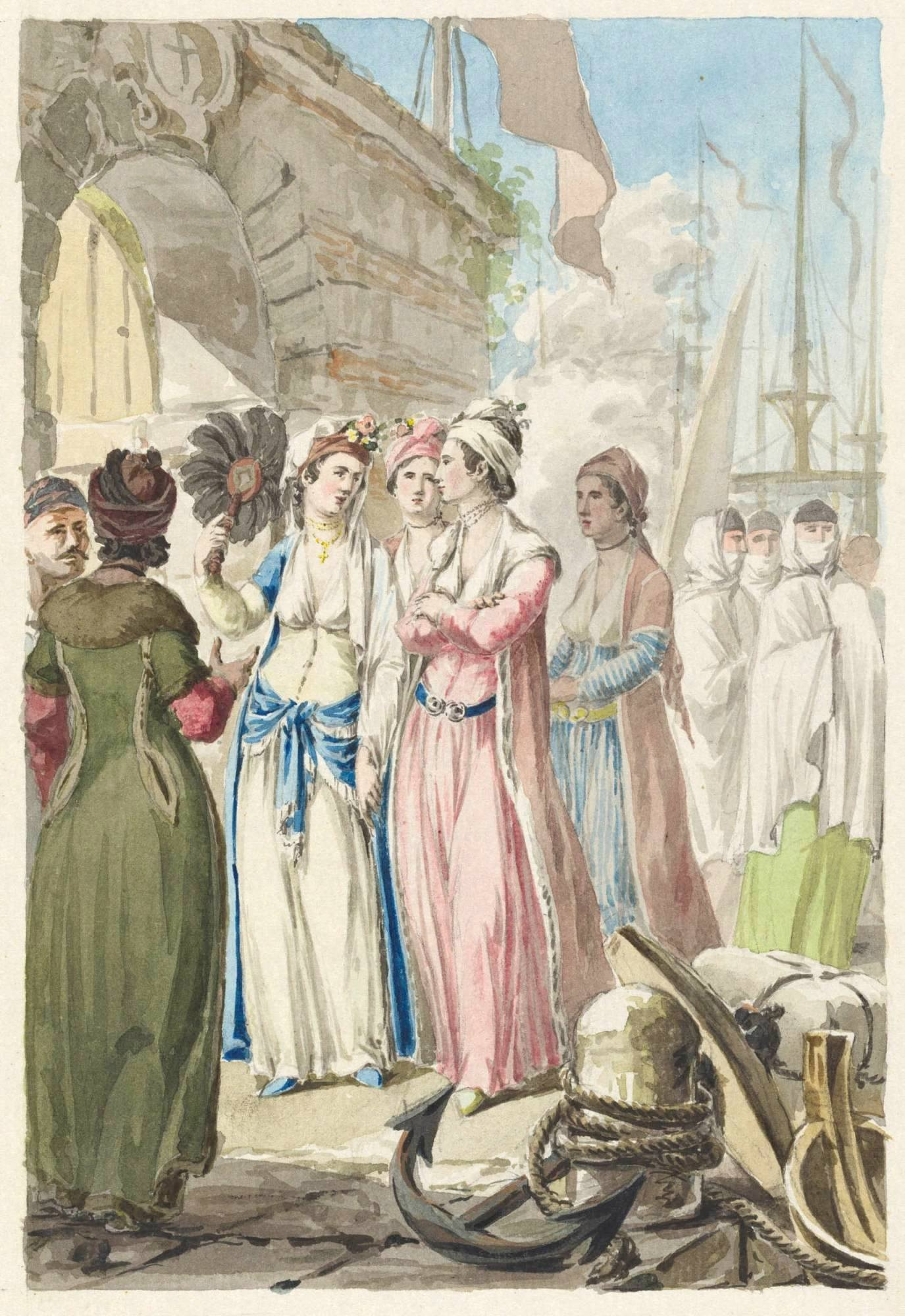
Femmes grecques à Smyrne, 1777
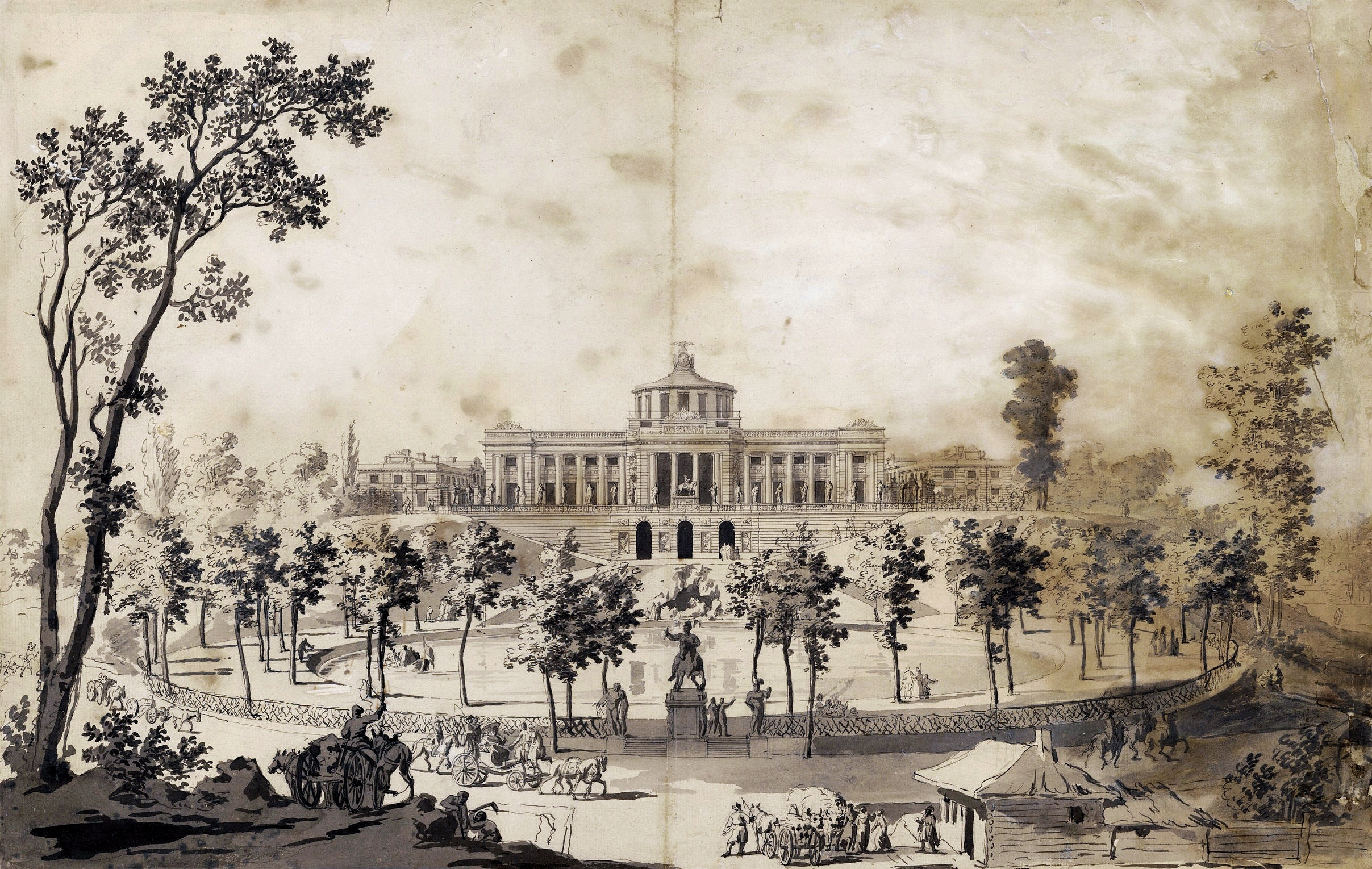
Le Palais du Belvédère à Varsovie, dessin, encre, vers 1779